# Martijn Zuijdweg
Martijn Hendrik Zuijdweg (Rotterdam, 16 november 1976) nam als zwemmer deel aan de Olympische Spelen van Sydney (2000). Daar maakte de specialist op de middenlange afstand deel uit van de estafetteploeg die de bronzen medaille won op de 4x200 meter vrije slag, samen met Johan Kenkhuis, Marcel Wouda en Pieter van den Hoogenband.
Zuijdwegs doorbraak kwam in 1997, toen hij als reserve mee mocht naar de Europese kampioenschappen langebaan (50 meter) in Sevilla. Door scherpe tijden in de series verwierf de bouwkundig tekenaar uit Dordrecht een plek in de hoofdmacht op zowel de 4x100 als de 4x200 meter vrije slag, die in beide gevallen medailles won. Ruim een halfjaar later, bij de wereldkampioenschappen in Perth, steeg Zuijdweg opnieuw boven zichzelf uit als lid van de zilveren aflossingsploeg op de 4x200 meter vrije slag.
Weer een jaar later, bij de voor Nederland succesvol verlopen Europese kampioenschappen in Istanboel, stelde de zwemmer van - toen nog - MNC Dordrecht evenwel teleur: hij veroorzaakte een valse start als startzwemmer van de 4x200-ploeg. Wel wist hij zich in 2000 ook individueel, achter kopman Van den Hoogenband, te plaatsen voor de Spelen van Sydney in datzelfde jaar. In Australië strandde hij echter met de negentiende tijd (1.50,37) in de series, na op de laatste vijftig meter volledig kapot te zijn gegaan. Nadien slaagde Zuijdweg er niet meer in, ondanks toetreding tot de profploeg Topzwemmen West-Nederland (TWN), zich (individueel) te plaatsen voor een groot internationaal toernooi.

## Persoonlijk records
| Afstand         | Bad      | Tijd    | Jaar |
| --------------- | -------- | ------- | ---- |
| 100 vrije slag  | 25 m bad | 0.50,10 | 2002 |
| 200 vrije slag  | 25 m bad | 1.46,97 | 2002 |
| 400 vrije slag  | 25 m bad | 3.54,17 | 1999 |
| 100 vlinderslag | 50 m bad | 0.56,95 | 1997 |
| 50 vlinderslag  | 50 m bad | 0.26,58 | 2001 |
| 100 vrije slag  | 50 m bad | 0.50,67 | 2000 |
| 200 vrije slag  | 50 m bad | 1.49,60 | 2000 |
| 50 vrije slag   | 50 m bad | 0.23,95 | 1999 |